# Psicoanálisis de la sociedad contemporánea
Psicoanálisis de la sociedad contemporánea (The Sane Society) es una obra del filósofo, psicólogo social y psicoanalista Erich Fromm escrita en 1955 y continuación de la obra El miedo a la libertad.
El problema central de la obra gira en torno a qué hace el sistema industrial del capitalismo moderno sobre el carácter del ser humano, tomando como principal fuente empírica a EE. UU. por ser el lugar donde más se había desarrollado en ese entonces, pero reconociendo el auge y predominio de este sistema en todo occidente. 

## Contenido
Fromm considera que aunque el ser humano ha logrado una mayor libertad no ha conseguido realizar una vida con pleno sentido. Lo anterior lo ha llevado a formas de negación o huida de su libertad. Así, por un lado, el carácter autoritario de los sistemas totalitarios conduce a una huida bajo la sumisión de un jefe (en El miedo a la libertad) y, por otro lado, en las democracias de siglo XX surgen otras formas de escape centradas en torno a la "enajenación" (en esta obra).
Además, se desarrolla de manera sistemática los conceptos centrales de lo que el autor llama psicoanálisis humanístico, cuya tesis principal es que:

las pasiones fundamentales del hombre no están enraizadas en sus necesidades instintivas, sino en las condiciones específicas de la existencia humana, en la necesidad de hallar una nueva relación entre el hombre y la Naturaleza, una vez perdida la relación primaria de la fase prehumana.

Y aunque señala las claras diferencias con la teoría psicoanalítica de Sigmund Freud, hace propios sus descubrimientos fundamentales.
En la última parte del libro, se pasa del análisis puramente crítico de la sociedad a sugestiones concretas para el funcionamiento de una sociedad sana. Indica que no pretende que todas las medidas ofrecidas sean necesariamente acertadas, pero sí es categórico en señalar que no habrá progreso alguno si no se realizan cambios simultáneos en las esferas económica, sociopolítica y culturales (el desarrollo parcial llevaría a la destrucción de las otras).

## Estructura
Partes principales de la obra:
I. ¿Estamos sanos?
II. ¿Puede estar enferma una sociedad? Patología de la normalidad
III. La situación humana - La clave del psicoanálisis humanístico
IV. Salud mental y sociedad
V. El hombre en la sociedad capitalista
VI. Otros diagnósticos (siglo XIX y XX)
VII. Soluciones diversas
VIII Caminos hacia la salud mental
IV. Conclusiones